# João Francisco Maria
João Francisco Maria' (Brasília, 04 de Agosto de 1982) é um ativista social brasileiro e trabalha com políticas públicas.     
É mestre em Políticas Públicas pela Universidade de Oxford, mestre em Ciência Política pela Universidade Federal de Pernambuco e bacharel em Ciência Política pela Universidade de Brasilia.
João foi o primeiro brasileiro a receber apoio da parceria entre Instituto Arapyaú, Raps e Fundação Lemann (2015) para apoio a estudantes e pesquisadores brasileiros em universidade de renome no exterior. Foi premiado também com a sênior scholarship (2015) do prestigiado Wadham College em Oxford. Em 2017, foi um dos 20 jovens selecionados pela RAPS para o programa de formação de novas lideranças públicas. Em 2006, foi um dos dois brasileiros selecionados pela Fundação Friedrich Naumann para a formação sobre direitos humanos com bolsa integral na Alemanha. Em 2002, seu artigo universitário recebeu o 3° lugar no prêmio da Delegação Pastoral Universitária de Barcelona.
Sua atuação é voltada à proteção do meio-ambiente e de grupos marginalizados. No terceiro setor, coordenou o setor de campanhas da Cáritas Brasileira e trabalhou com ações de advocacy no Parlamento pela defesa dos direitos de crianças e adolescentes. 
Como servidor público Federal (EPPGG - Gestor Federal), coordenou o Água para Todos que levou água para mais de 4 milhões de pessoas no semiárido. Trabalhou na Funai com políticas de proteção aos indígenas isolados em especial os Awa Guajás. Também coordenou interinamente a Comissão de Combate ao Trabalho Escravo no Ministério dos Direitos Humanos. 
É o autor do livro Caminhos para Nova Política (Edições Loyola), que possui prefácio da ex-senadora e ex-ministra do meio ambiente Marina Silva. Foi um dos fundadores da Rede Sustentabilidade. É um dos lideres da Raps, rede de Ação Política Pela Sustentabilidade.
Foi o primeiro idealizador e Coordenador Geral do Brazil Forum UK, realizado anualmente nas Universidades de Oxford e LSE.
É membro do Movimento Agora e da Oxford Union, associação de debates estudantis mais tradicional do mundo.

## Biografia
João Francisco Maria é Filho de mão cearense e pai mineiro, nasceu em Brasília e já morou em Recife, Barcelona e Oxford. Seu pai, Arthur Geraldo Vicente Maria, foi da primeira turma de Economia da UnB e diploma número 01 da Universidade de Brasília. Sua mãe é uma das fundadoras do Centro Feminista de estudos e Assessoria (CFEMEA), ONG feminista pioneira no Brasil. 
João começou seu ativismo social e político na Universidade de Brasília (UnB), quando além de ser o coordenador geral do Diretório Central de Estudantes, idealizou e criou os Movimentos Extramuros, Para Todos e Natal sem Fome-UnB. Participou ativamente da criação do Movimento pela Nova Política que culminou na fundação da Rede Sustentabilidade, fazendo parte de seu primeiro diretório nacional.
Em 2004, foi voluntário em Kalighat, primeira casa aberta por Madre Teresa para atender doentes terminais em Calcutá (Índia). Em 2013, morou por um ano e meio na Cidade Estrutural realizando trabalhos sociais com catadores de materiais recicláveis. Foi também voluntário na comunidade de Taizé na França, responsável pela realização de workshops sobre proteção de indígenas na Amazônia e os desafios éticos da 4° revolução industrial para jovens de todo o mundo. Participou da COP -21 em Paris em 2015 e das edições do Fórum Social Mundial de 2001, 2003,2005 (Brasil), 20004 (Índia) e 2006 (Venezuela), neste último coordenando um workshop sobre ações de advocacy no sistema interamericano de Direitos Humanos.

## Ligações externas